# Ophir (Alaska)
Pour les articles homonymes, voir Ophir (homonymie).

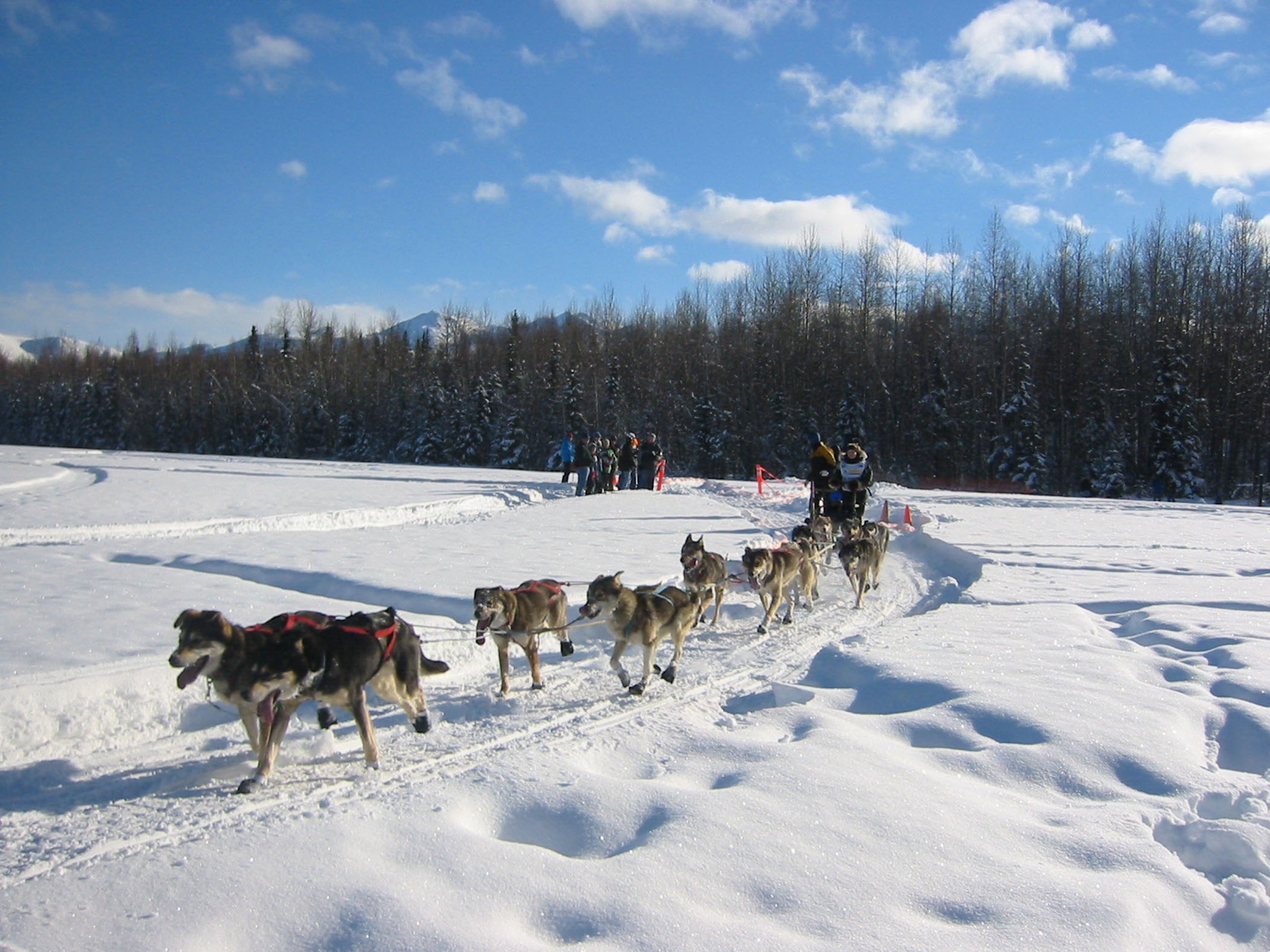
Alaska, 2004

Ophir est une localité d'Alaska aux États-Unis faisant partie de la Région de recensement de Yukon-Koyukuk. Elle est actuellement abandonnée. Elle est située à 60° 08′ 41″ N, 156° 31′ 10″ O à 48 kilomètres au nord-ouest de McGrath, sur la rive ouest de la rivière Innoko.
Ophir a été nommée ainsi par les mineurs à cause du pays d'Ophir, mentionné dans la Bible. Cette cité a vu sa population monter à 120 habitants durant la ruée vers l'or, de 1886 à 1910. Actuellement c'est une ville fantôme, qui sert uniquement de point de ravitaillement lors de l'Iditarod Trail Sled Dog Race. Il existe encore un aéroport, construit en 1959, mais il n'est plus entretenu.
L'endroit est entouré de nombreux ruisseaux, sur la rive ouest de la rivière Innoko, où les chercheurs d'or prospectaient vers 1906. On y trouve Yankee Creek, le plus proche de la source de la rivière, Ganes, Little Creek, Spruce Creek et Ophir Creek. Parmi ces ruisseaux, certains étaient encore exploités en 2006 par des prospecteurs, comme Folger, Cripple, Bear et Colorado creeks.
En 1949, il y avait au moins huit lieux de prospection autour d'Ophir, avec deux dragues en fonctionnement, mais elles furent arrêtées dès 1955. Seules quelques opérations ponctuelles existaient encore en 1970.

## Démographie
| 1910 | 1920 | 1930 | 1940 | 1950 | - |
| ---- | ---- | ---- | ---- | ---- | - |
| 122  | 22   | 19   | 84   | 68   | - |